# Enkianthus nudipes
Enkianthus nudipes är en ljungväxtart som först beskrevs av Masaji Masazi Honda, och fick sitt nu gällande namn av Ueno. Enkianthus nudipes ingår i släktet klockbuskar, och familjen ljungväxter. Inga underarter finns listade i Catalogue of Life.